# Пријетња
„Пријетња” је југословенски ТВ филм из 1968. године. Режирао га је Берислав Макаровић а сценарио је написао Арнолд Вескер.

## Улоге
| Глумац           | Улога |
| ---------------- | ----- |
| Божидар Бобан    |       |
| Борис Фестини    |       |
| Божена Краљева   |       |
| Ангел Паласев    |       |
| Тихомир Поланец  |       |
| Зорица Шумадинац |       |